# Ferdinand Boberg
Pour les articles homonymes, voir Boberg.
Gustaf Ferdinand Boberg, né le 11 avril 1860 à Falun, mort le 7 mai 1946 à Stockholm, est un architecte et designer suédois. Il fut en son temps l'un des architectes les plus en vue de Suède, et a laissé un grand nombre d'œuvres monumentales.

## Formation

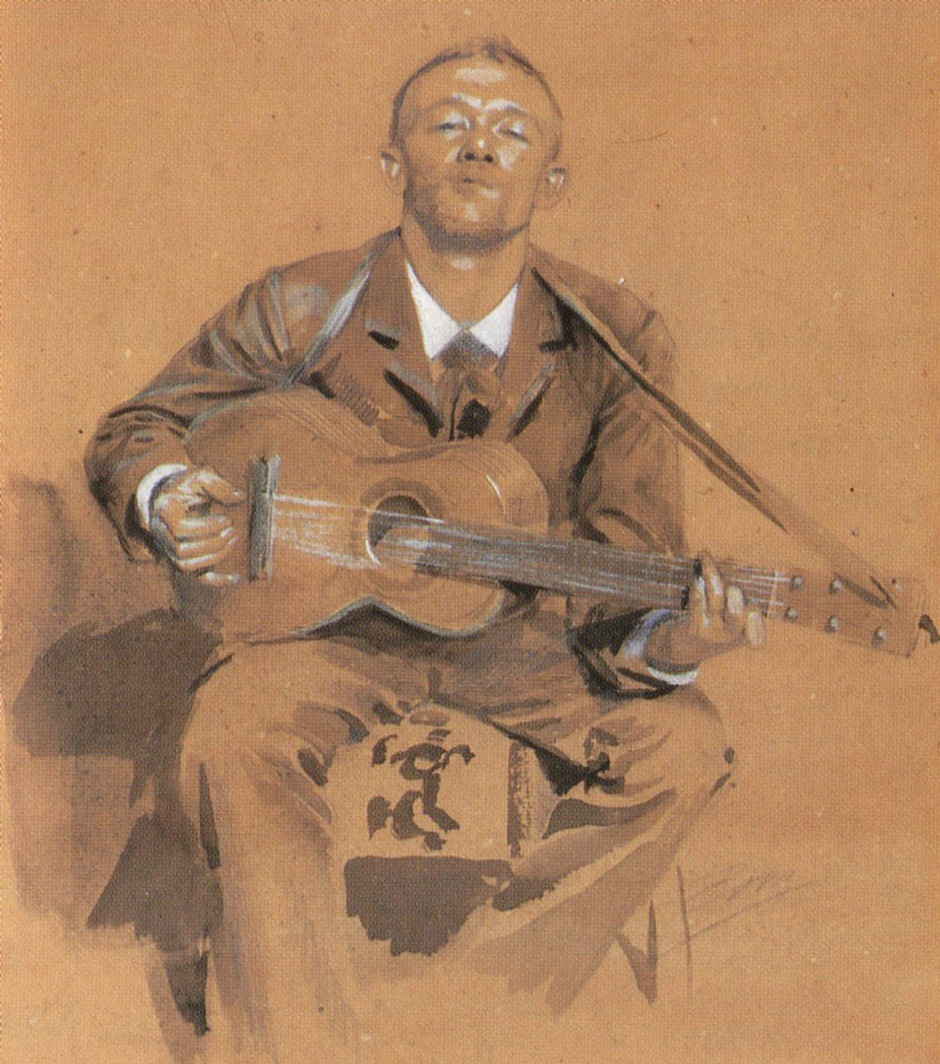
Boberg étudiant, dessiné par Anders Zorn.

Boberg étudie à l'institut royal de technologie de Stockholm, puis à l'académie royale des arts (1882-1884), où il reçoit la médaille royale. Il effectue plusieurs voyages d'étude en Europe : Italie et France en 1885-1886, Angleterre, France et Espagne en 1888, Allemagne et France en 1889. En 1888, il épouse l'artiste Anna Scholander.

## L'architecte

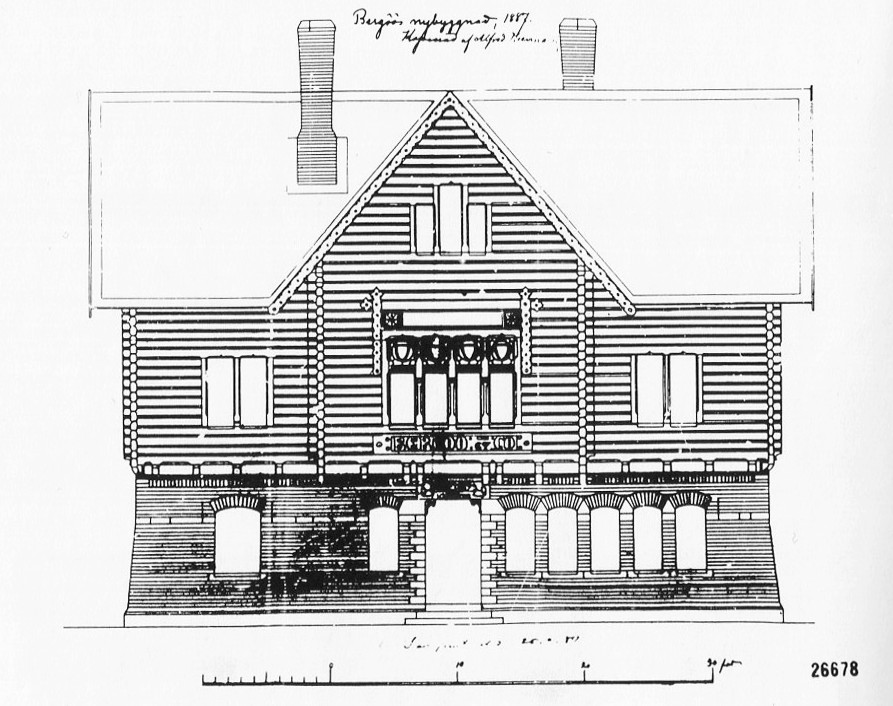
Façade de la Maison Bergöö, dessinée par Boberg (1887).

La première réalisation connue de Boberg est la Maison Bergöö (Bergööska huset) à Hallsberg (1887-1889), construite pour les beaux-parents du célèbre peintre Carl Larsson et décorée par ce dernier.
Boberg se distingue en 1890 avec la caserne des pompiers de Gävle, un bâtiment massif aux allures de château fort. Il enchaine en 1892 avec la première station électrique de Stockholm, la station de Brunkeberg, située à l'angle des rues Regeringsgatan et Smålandsgatan, dont l'ingénieux portail suscite l'admiration (le bâtiment est démoli en 1960, tandis que le portail est transféré à la station de Tule rue Tulegatan). En 1893, c'est le tour de l'usine à gaz de Värta, toujours à Stockholm, un complexe industriel pour lequel Boberg dessine une vingtaine de bâtiments en briques rouges.
En 1896, il réalise l'église de Skagershult, puis en 1897 le château d'eau de Mosebacke à Stockholm et les ateliers Munktell à Eskilstuna. En collaboration avec Gustaf Wickman et Georg Ringström, il travaille sur le projet du nouveau siège du parlement dans la vieille ville de Stockholm. En 1903, il construit à Djurgården une demeure nommée Vintra pour son propre usage et celui de son épouse Anna. Le couple y réside jusqu'à son départ pour Paris en 1925. Toujours à Djurgården, il dirige les travaux de rénovation et d'agrandissement de la villa Parkudden pour le prince Charles, avant de se consacrer à la résidence du prince Eugène, Waldemarsudde.
Boberg est aussi l'auteur à Stockholm de la maison Carlberg, actuel siège de la confédération syndicale LO, de Rosenbad (1903), aujourd'hui siège du gouvernement, et de la poste centrale (1904). Parmi ses œuvres plus tardives, on peut mentionner l'église Uppenbarelsekyrkan à Saltsjöbaden (1910-1913) et le grand magasin NK de la rue Hamngatan à Stockholm (dessiné en 1913).

## Expositions
En 1889 à l'exposition universelle de Paris la maison scandinave de l'histoire de l'habitation humaine de Charles Garnier est basée sur un dessin de Boberg aujourd'hui conservé à la bibliothèque-musée de l'opéra Garnier. Pour l'exposition générale d'art et d'industrie de Stockholm en 1897, il réalise le pavillon des arts, le bâtiment des mines de Kopparberg et une série d'autres édifices, ainsi que, en collaboration avec Fredrik Lilljekvist, le pavillon industriel. On lui confie ensuite le pavillon de la Suède pour l'exposition universelle de Paris en 1900, et pour l'exposition universelle de Saint-Louis en 1904.
En 1906, il crée le pavillon de la société NK pour l'exposition artistique et industrielle de Norrköping. Trois ans plus tard, lors de l'exposition artistique et industrielle de Stockholm, il est responsable de l'ensemble du projet, du catalogue d'exposition jusqu'aux bâtiments. En 1914, on lui confie une fois de plus la création du pavillon suédois pour l'exposition baltique à Malmö.

## Le designer
Boberg est aussi un designer de premier plan, aux talents variés. Il joue un rôle prééminent dans le mouvement artistique Art nouveau en Suède. Ses réalisations dans ce genre empruntent fréquemment aux styles rococo et Empire. Ses grands meubles et miroirs sont souvent recouverts de riches décors de fleurs, de rameaux ou encore de pommes de pin. Boberg réalise aussi des motifs pour l'industrie textile, des céramiques pour Gustavsberg et Rörstrand, de l'argenterie pour Hallbergs Guldsmeds ou de la verrerie pour Kosta Boda et Reijmyre.
Pour le château de Bjertorp par exemple, il dessine à la fois le bâtiment, les décorations intérieures et une partie du mobilier. Après la Première Guerre mondiale, on lui confie toutefois moins de projets – son style est jugé vieilli. Il consacre une grande partie des années 1920 à voyager à travers la Suède afin de réaliser des croquis d'anciens bâtiments tels que fermes ou hangars agricoles. Ces travaux se révèlent particulièrement intéressants, ce type de construction ayant au cours des siècles été documenté de façon beaucoup moins systématique que manoirs et autres églises. Il réalise aussi des eaux-fortes, le plus souvent d'œuvres architecturales (les cathédrales d'Uppsala, de Chartres, de Tolède...), mais aussi des paysages (neige, jeux de lumières).

## Galerie

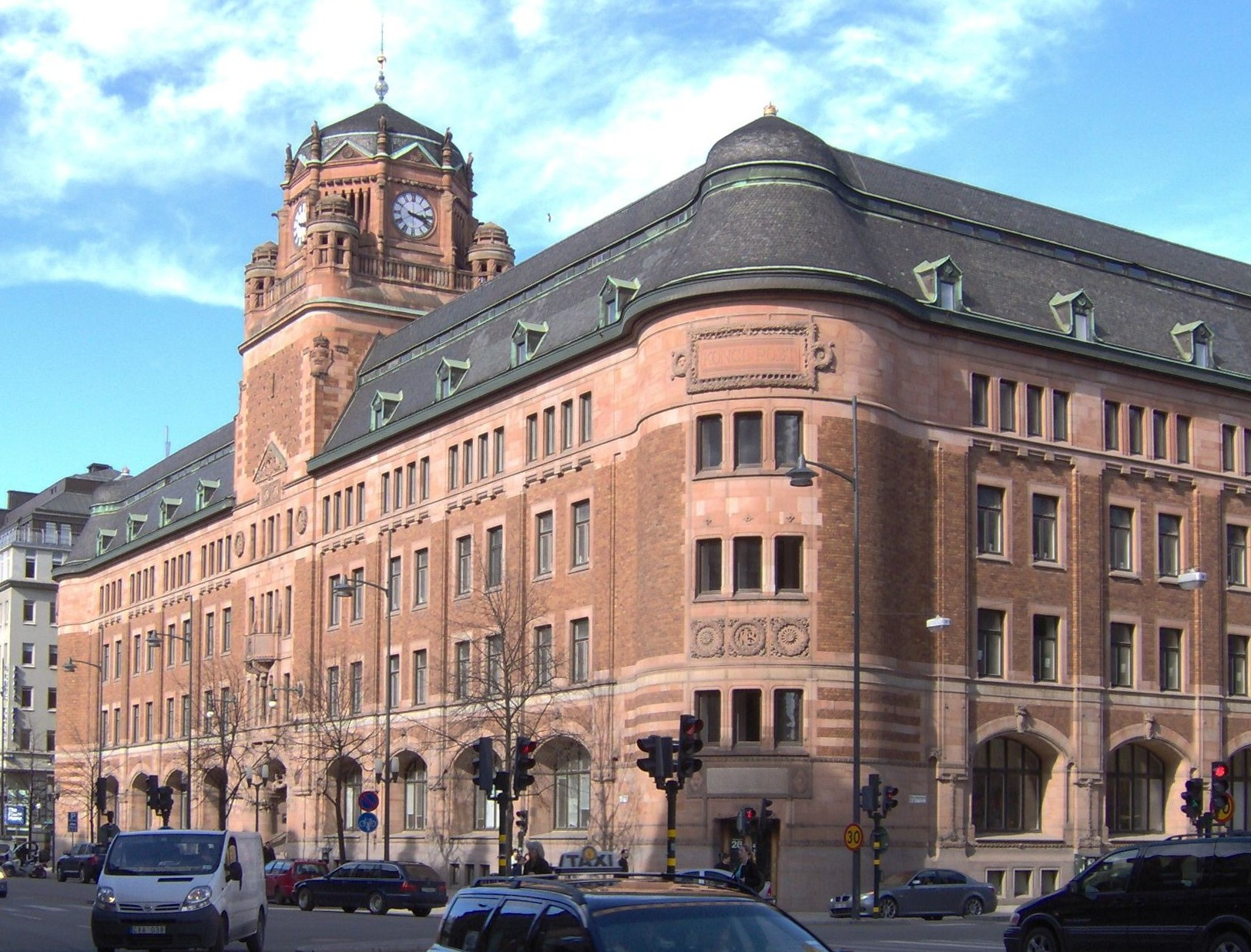
Poste centrale, à Norrmalm Stockholm
 59° 19′ 56″ N, 18° 03′ 33″ E
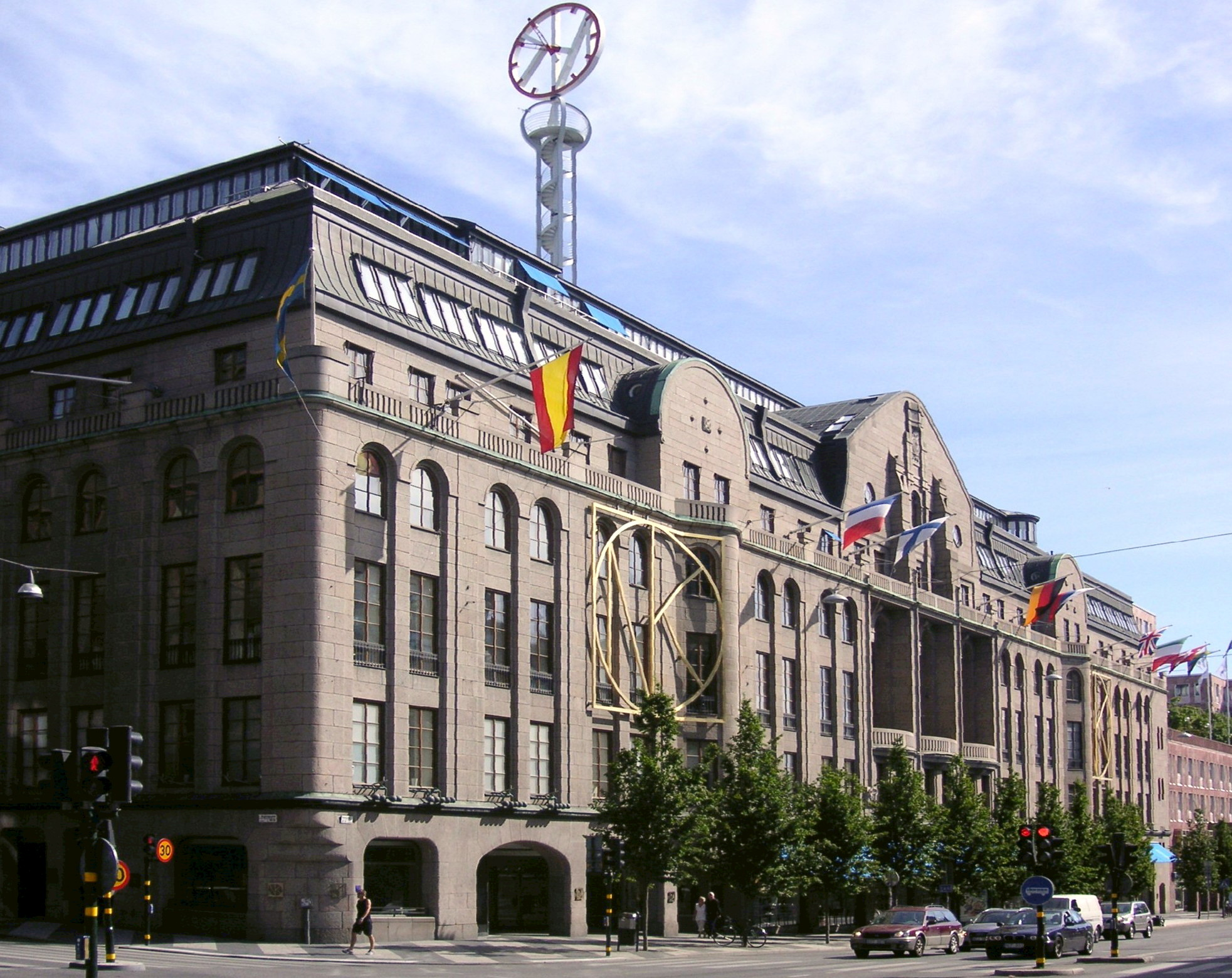
Grand magasin NK, Norrmalm Stockholm 59° 19′ 59″ N, 18° 04′ 09″ E
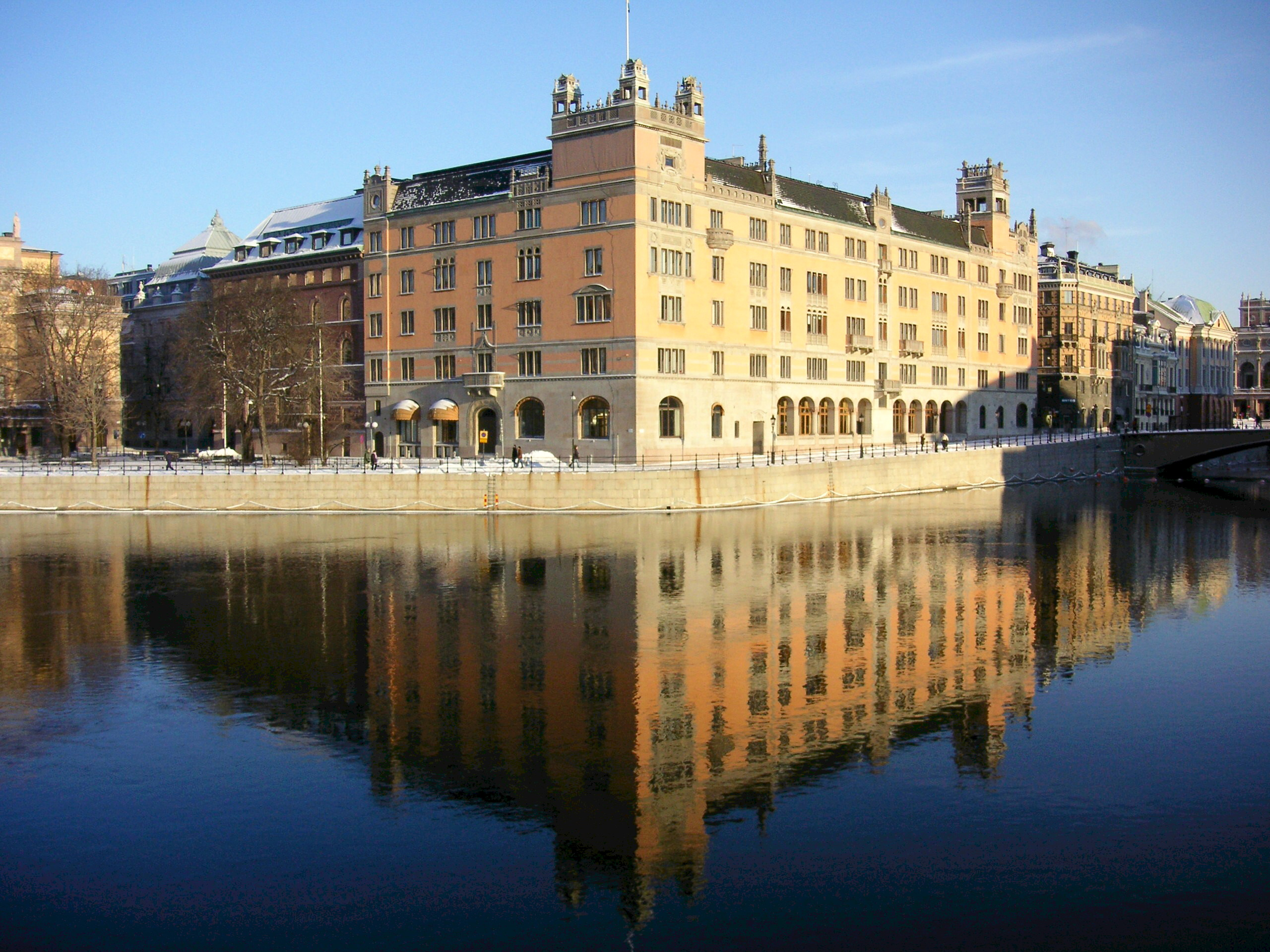
Rosenbad, Norrmalm Stockholm 59° 19′ 42″ N, 18° 03′ 56″ E
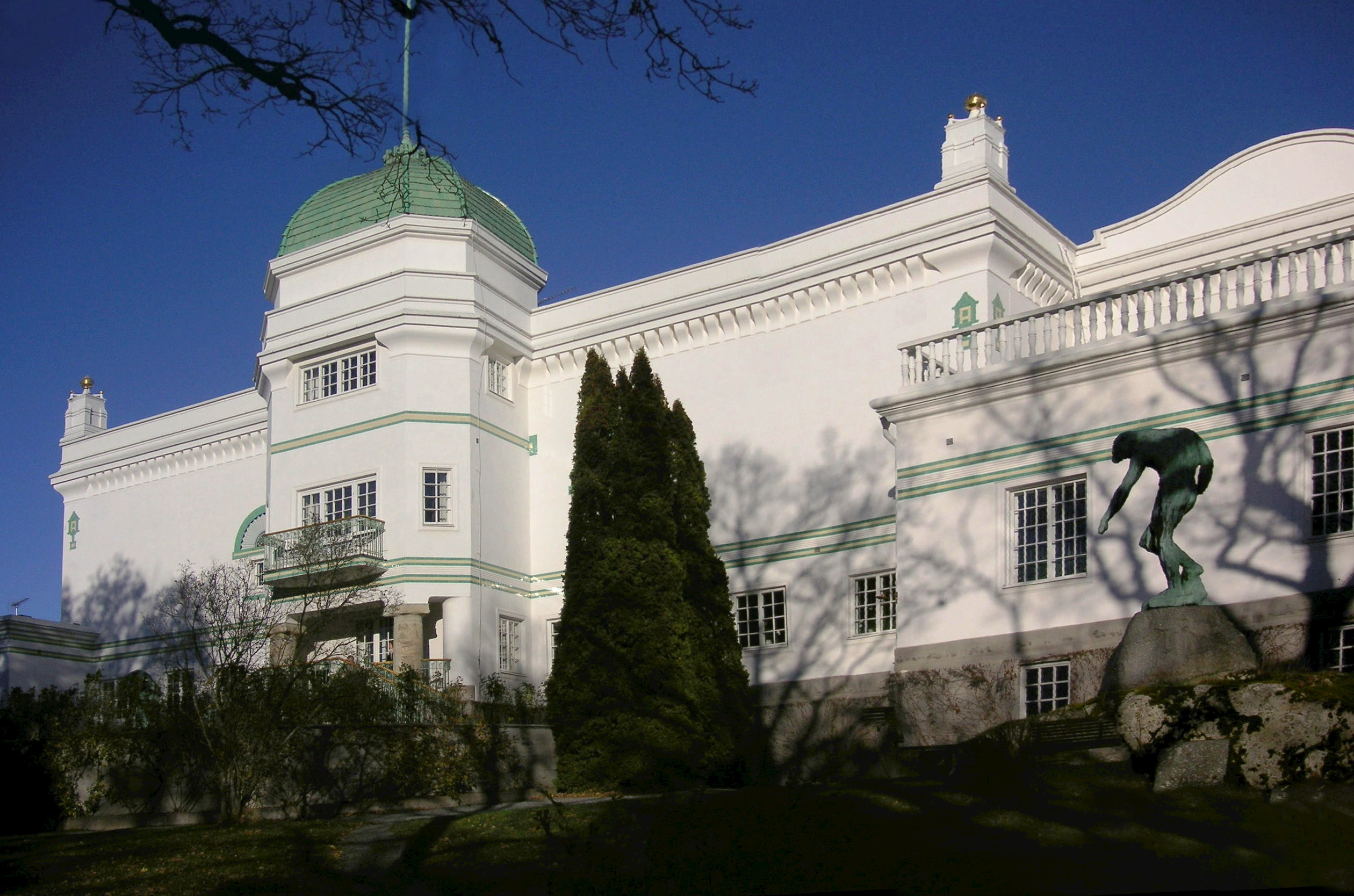
Galerie Thiel, Djurgården Stockholm 59° 19′ 20″ N, 18° 08′ 55″ E